# Tzotzilština
Tzotzilština [cocil] je domorodý mayský jazyk, kterým hovoří etnikum Tzotzilů v Guatemale a v regionu Altos v mexickém státě Chiapas, severozápadně od města San Cristóbal de las Casas. Tzotzil se velmi blízce podobá jazyku tzeltal.

## Vzorový text

### Všeobecná deklarace lidských práv
| tzotsilsky | Skotol vinik o ants ta spejel balumile k´olem x-hayan i ko´ol ta sch´ulal i sderechoetik i, skotol k´ux-elan oyike oy srasonik y slekilalik, sventa skuxijik leknóo ta ju jun ju ju vo. |
| česky      | Všichni lidé se rodí svobodní a sobě rovní co do důstojnosti a práv. Jsou nadáni rozumem a svědomím a mají spolu jednat v duchu bratrství.                                              |